# Gordon Baym
Gordon Alan Baym (né le 1er juillet 1935 à New York) est un physicien théoricien américain. Il est professeur de physique à l'université de l'Illinois à Urbana-Champaign (UIUC) depuis 1968.

## Biographie
Diplômé du Brooklyn Technical High School, et de l'université Cornell en 1956, il obtient un Ph.D. de l'université Harvard en 1960 sous la direction de Julian Schwinger.
En 1962, il copublie avec Leo Kadanoff l'ouvrage Quantum Statistical Mechanics, qui deviendra une référence dans le domaine.
Il intègre la faculté de physique de l'université de l'Illinois à Urbana-Champaign en 1963, devenant professeur en 1968. Ses recherches portent sur des domaines allant de la matière condensée à la physique nucléaire en passant par l'astrophysique et l'histoire de la physique.
En 1969, il publie Lectures on Quantum Mechanics, un ouvrage de référence fortement utilisé chez les étudiants gradués.
En 1991, il copublie avec Christopher Pethick l'ouvrage Landau Fermi-Liquid Theory: Concepts and Applications.
En 2002, Baym reçoit le prix Hans Bethe pour sa « superbe synthèse de concepts fondamentaux qui permet une compréhension de la matière sous des conditions extrêmes telles celles de la croûte et de l'intérieur des étoiles à neutrons jusqu'à celles impliquant de très hautes températures. ». En 2008, il reçoit, avec Christopher Pethick (de) et Tin-Lun Ho, le prix Lars Onsager « pour ses applications fondamentales de la physique statistiques aux fluides quantiques, comprenant la théorie des liquides de Fermi et les propriétés de base des gaz quantiques, ainsi que pour avoir créé une unité conceptuelle de ces domaines. ».
Gordon Baym a été marié à Nina Baym (en) et Lillian Hoddeson, professeures d'anglais et d'histoire à UIUC. Il a 4 enfants : les professeurs de communications Nancy (en) et Geoffrey Baym, le mathématicien et biologiste au MIT Michael Baym et la chercheuse en neurosciences Carol Baym.